# Kommunikator (Medien)
Der Kommunikator ist in kommunikationswissenschaftlichen Modellen der Massenkommunikation der Sender, der eine Botschaft über ein Massenmedium an das Publikum (die sogenannten Rezipienten) sendet. Einer einschlägigen Definition Gerhard Maletzkes zufolge versteht man unter einem Kommunikator „jede Person oder Personengruppe, die an der Produktion von öffentlichen, für die Verbreitung durch ein Massenmedium bestimmten Aussagen beteiligt ist, sei es schöpferisch-gestaltend oder kontrollierend.“
Der Kommunikator ist das erste Element der Lasswell-Formel, die die Forschungsbereiche der Kommunikationswissenschaft in einem Satz zusammenfasst („Who says what to whom in which channel with what effect?“). Dementsprechend widmet sich innerhalb der Kommunikationswissenschaft die Kommunikatorforschung der Rolle der Kommunikatoren im Kommunikationsprozess.
Traditioneller Hauptgegenstand der Kommunikatorforschung sind Journalisten, aber auch Kommunikationsmanager. Der entsprechende Forschungszweig gliedert sich seinerseits in die vier Aspekte der Kommunikatorrolle:
- Gesellschaftliche Aspekte (z. B. Presserecht)
- Aspekte der Medienstruktur (z. B. Medienmärkte)
- Institutionelle Aspekte (z. B. Redaktion und Verlag)
- Individuelle Aspekte (z. B. subjektive Werte und Einstellungen der Kommunikatoren).